# Cleopatra (miniserie televisiva)
Cleopatra è una miniserie televisiva del 1999 basata sul romanzo Io Cleopatra di Margaret George.

## Trama.
Il regno dell'Egitto, paese ricco e potente, sta attraversando una delicata questione politica poiché, i tre principi si contendono il trono portando il reame ad essere diviso tra i tre pretendenti e le tipiche leggi di successione. A inasprire ancora di più gli equilibri nella corte egiziana è l'arrivo del famoso e temuto generale Giulio Cesare che giunge insieme alle sue truppe e ad accoglierlo sono il principe Tolomeo e la principessa Arsinoe, i quali si dichiarano entrambi i legittimi eredi al trono.
La sera stessa, Cesare mentre è nelle sue stanze e si sta confrontando con i suoi uomini viene raggiunto da dei mercanti e delle guardie egiziane che gli porgono un dono: un tappeto arrotolato, dal quale una volta aperto esce fuori una giovane e bellissima ragazza. Si tratta della principessa Cleopatra, sorella di Tolomeo e Arsinoe, nonché l'erede al trono poiché prescelta dal padre defunto. Cesare rimane piacevolmente colpito dal gesto inaspettato di Cleopatra di incontrarlo, dando all'uomo l'impressione di essere una donna dal temperamento forte, tenace e deciso. I due, visibilmente attratti l'uno dall'altra, si confrontano sulla legittimità di Cleopatra sul prendere il controllo dell'Egitto e trascorrono la notte insieme.
Cleopatra, divenuta amante di Cesare che rappresenta l'alleanza della regina con la potenza di Roma, dopo la morte dei suoi due ultimi fratelli, diviene la sovrana incontrastata di tutto l'Egitto e si presenta come una regina competente e determinata. Roma tuttavia, nonostante l'intercessione di Cesare, non è molto convinta dei rapporti politici con l'Egitto e con la temeraria Cleopatra essendo Roma una democrazia e repubblica mentre l'Egitto è un paese straniero dove regna ancora la monarchia. Inoltre Cleopatra come donna e regina, non gode di una ottima reputazione a Roma tanto che viene trattata con diffidenza.
Cleopatra scopre con sua immensa gioia di aspettare un figlio da Cesare, cosa che fin da subito scatena la palese felicità sia dell'uomo più potente di Roma e del popolo egiziano, ma allo stesso tempo il forte mal contento della popolazione romana. Cleopatra raggiunge Roma sia per delle urgenti questioni politiche e sia per presentare a Cesare suo figlio, ma i romani accolgono con evidente disagio e una certa freddezza l'avvenente e bella sovrana.
In occasione di questo viaggio a Roma la regina conosce anche il più leale, fedele e forte alleato di Cesare, il comandante Marco Antonio che all'inizio non prende in simpatia. Si giunge in seguito alle Idi di Marzo, dove Cesare che stava acquisendo sempre più potere e autorità suscitando l'odio e la preoccupazione degli altri senatori che temevano potesse diventare un tiranno, viene brutalmente assassinato con innumerevoli pugnalate per poi morire con molta pena e dissanguato, sotto gli occhi sconvolti di Marco Antonio che urla per la disperazione. Cleopatra rimane profondamente scossa per la morte dell'uomo, non nascondendo di ritenersi in parte responsabile dell'accaduto.
Marco Antonio, deciso a vendicare la morte di Giulio Cesare, si allea momentaneamente con il nipote ed erede di Cesare, il giovane e tanto determinato quanto astuto Ottaviano Augusto ed infine i due uomini puniscono con la morte i responsabili del brutale assassinio.
In seguito a questa catena di eventi, Marco Antonio e Cleopatra che fino a quel momento si conoscevano solo di vista, decidono di incontrarsi per risolvere delle esigenze politiche ed economiche e per questo serve il sostegno dell'Egitto. Cleopatra, che ormai sa bene di quanto potere goda Roma, ha bisogno di avere un alleato nella città che garantisca la sicurezza sua, di suo figlio e del suo popolo e mette gli occhi su Antonio. I due dopo alcuni screzi ed ostilità, si scoprono molto attratti e infatuati l'uno dell'altra e per questo oltre ad aver stretto un'alleanza politica e militare se ne aggiunge una privata, in quanto infine intraprendono una tanto passionale relazione.
La passionale storia d'amore tra Antonio e Cleopatra fin da subito viene malvista da Roma, e l'ambizioso Ottaviano interpreta la cosa come un atto di tradimento da parte di Antonio e di macchinazione dalla parte di Cleopatra che mira solo alla supremazia. Cleopatra, supportata da Antonio, fa di tutto per proteggere il suo amatissimo paese ma sa che Roma intende conquistare l'Egitto e per questo Antonio scende in campo per combattere Ottaviano che sta invadendo il posto con le sue truppe. Durante la battaglia, Cleopatra ordina ad alcuni servi e soldati a lei fedelissimi e fidati di portare in salvo il suo prezioso figlio, lontano dalle grinfie dei romani e Antonio allo stesso tempo viene ferito a morte. L'uomo morente e sanguinante, viene portato da Cleopatra che in lacrime lo accoglie tra le braccia per poi assistere alla sua morte mentre Ottaviano entra in città.
Cleopatra ormai sa che Ottaviano non si fermerà davanti a niente e che il suo paese è perduto. I due leader hanno un confronto dove Ottaviano fa comprendere che non vuole uccidere la regina, ma tenerla come bottino di guerra per dimostrare a Roma e al popolo egiziano che la sovrana è stata sconfitta. Cleopatra, dopo aver finito di pulire il corpo dell'amato Antonio a cui sussurra di aspettarla, viene lasciata da sola nel tempio con due serve a lei molto fedeli e care. Decisa a sottrarsi dalla degradante umiliazione a cui vuole sottoporla Ottaviano e determinata a privargli la soddisfazione di catturarla, escogita un piano tanto geniale quanto tragico. Si fa vestire con il suo abito migliore, indossa la sua corona e poi si fa portare un cesto al cui interno vi è un serpente velenoso, un aspide. 
Cleopatra prende il serpente e si lascia mordere sul seno all'altezza del cuore, per poi lasciarsi morire lentamente. Dopo aver spirato, le due serve decidono di seguire la loro sovrana suicidandosi anche loro con il veleno dell'aspide. Ottaviano, capendo che è successo qualcosa alla regina fa sfondare la porta del tempio e una volta entrato trova i tre cadaveri di Cleopatra e delle due serve.
Vedendo la fresca ferita di Cleopatra, capisce che la regina coraggiosamente si è uccisa e mentre la guarda Ottaviano ammette con voce rispettosa e anche sconvolta che con quel tragico gesto, togliendogli la vittoria di sminuirla pubblicamente, Cleopatra ha vinto.